# Гайдарабад (держава)
Гайдарабад — індійська держава, що виникла у Декані із занепадом Великих Моголів напочатку XVIII ст. Вона керувалася нізамами (на кшталт набоба) з династії Асаф Джахів, першим з яких був Асаф Джах I. У 1948 році внаслідок Операції Поло було приєднано до незалежної Індії.

## Історія

### Заснування
Засновником держави був Мір Камар-уд-дін Чин Калич-хан, який розпочав службу за падишаха Ауранґзеба. Виявив старанність у виконанні наказів. За Бахадур-шаха I стає субадаром Ауда. Втім піднесення кар'єри починається після падіння впливових могольських сановників Сейїдів. Тоді ж отримує посаду нізама-уль-мулька. Це ім'я дало назву подальшому титулу правителів Гайдарабаду — нізамів. Він поступово посилив свій вплив у Декані. У 1724 році при Шакаркхеді завдав поразки Мубариз-хану, тимчасовому субадару Декана. З цього моменту Нізам-уль-мульк стає фактично незалежним правителем. Він намагався встановити контроль над центральною та південною Індією. Головним суперником стали маратхи, з якими велася тривала боротьба. До 1745 року влада нізамів Гайдарабаду охоплювала колишні землі султанату Голконда та більшу частину південно-східного Індостану.
Після смерті цього правителя у 1748 році розпочався занепад держави. Він бу викликаний тривалою боротьбою нащадків Нізам-уль-мулька за трон. Протягом декількох років змінилося троє нізамів. В цю боротьбу втрутилися англійці та французи. У 1751–1758 році тут фактично хазяйнували французькі війська на чолі із Бюссі. У 1760 році нізам зазнав поразки від маратхів на чолі із Садашива Рао Бхау. У 1761 році після Третьої битви при Паніпаті Гайдарабад на деякий час повернув свій вплив у Декані.

### Зміцнення
В цей час за правління Асаф Джаха II відбувається стабілізація влади. Хайдарабад намагався втрутитися у справи Карнатаки, проте без особливо успіху. В цей же час починається посилюватися вплив англійців. Разом з тим у 1795 році війська нізама знову були розбиті маратхами при Харді. З цього моменту починається остаточний занепад держави.
У 1798 році було укладено з Британською Ост-Індською компанію субсидіарний договір, згідно якого на службу до нізама поступали англійці, а французи звільнялися. Нізам погодився щорічно сплачувати англійським військовим близько 2,4 млн рупій та проводити зовнішню політику, керуючись порадами Ост-Індської компанії. У 1799 гайдарабадська армія брала участь у Четвертій англо-майсурській війні. За це нізам отримав частину володінь Тіпу Султана.

### Визнання залежності
У 1801 році було укладено новий договір з британцями, згідно якого в обмін за сплату послуг англійських військових нізам віддавав Ост-Індській компанії землі на південь від рік Тунгабхадра та Крішна. В результаті Гайдарабад опинився відрізаним від моря й повністю залежним від англійців. після цього нізами зосередили увагу на внутрішніх справах своєї держави. Починається розбудова міст, освіти, культури, економіки. Водночас під час повстання сипаїв у 1857 році Гайдарабад надав військову допомогу для його придушення.
За час колоніального періоду нізами Гайдарабаду сприяли розвитку промисловості, прокладаню автомобільних та залізних шляхів. Гайдарабад став єдиним з князівств Британської Індії, який мав власний банк. При цьому вони небрали жодної участь у рухах за незалежність Індії. Під час Першої та Другої світових війн нізами зробили значний внесок в озброєння англійських військ.
Останній нізам — Асаф Джах VII — заснував у місті Гайдарабад Університет Османі (отримав назву на честь власного ім'я нізама — Мір Осман Алі-хана), який став одним з провідних вищих навчальних закладів Індії.

### Приєднання та реформа
Після проголошення Індії та Пакистану незалежними Гайдарабаду надана була можливість обрати суб'єктність. Проте правитель Гайдарабаду коливався: правителі й знать були мусульманами, а переважна більшість населення — індусами. Зрештою було оголошено незалежність Гайдарабаду. Проте це не влаштовувало уряд Д.Неру. У вересні 1948 року було проведено Операцію Поло. Індійські війська стрімко увійшли на територію держави Гайдарабад. Нізаму довелося поставити підпис під наказом щодо приєднання до Індії.
Деякий час Гайдарабад існував як окремий штат. Лише у 1956 році територія розділена між штатами Махараштра, Андхра-Прадеш, Карнатака.

## Нізами
- Асаф Джах I (1724–1748)
- Насір Джанг (1748–1750)
- Музаффар Джанг (1750–1751)
- Салабат Джанг (1751–1762)
- Асаф Джах II (1762–1802)
- Асаф Джах III (1802–1829)
- Асаф Джах IV (1829–1857)
- Асаф Джах V (1857–1869)
- Асаф Джах VI (1869–1911)
- Асаф Джах VII (1911–1948)